# 阿察镇
阿察乡，是中华人民共和国四川省甘孜藏族自治州白玉县下辖的一个乡镇级行政单位。

## 行政区划
阿察乡下辖以下地区：
阿察村、查科村、昌拖村和班充村。